# Bargh Shiraz Football Club

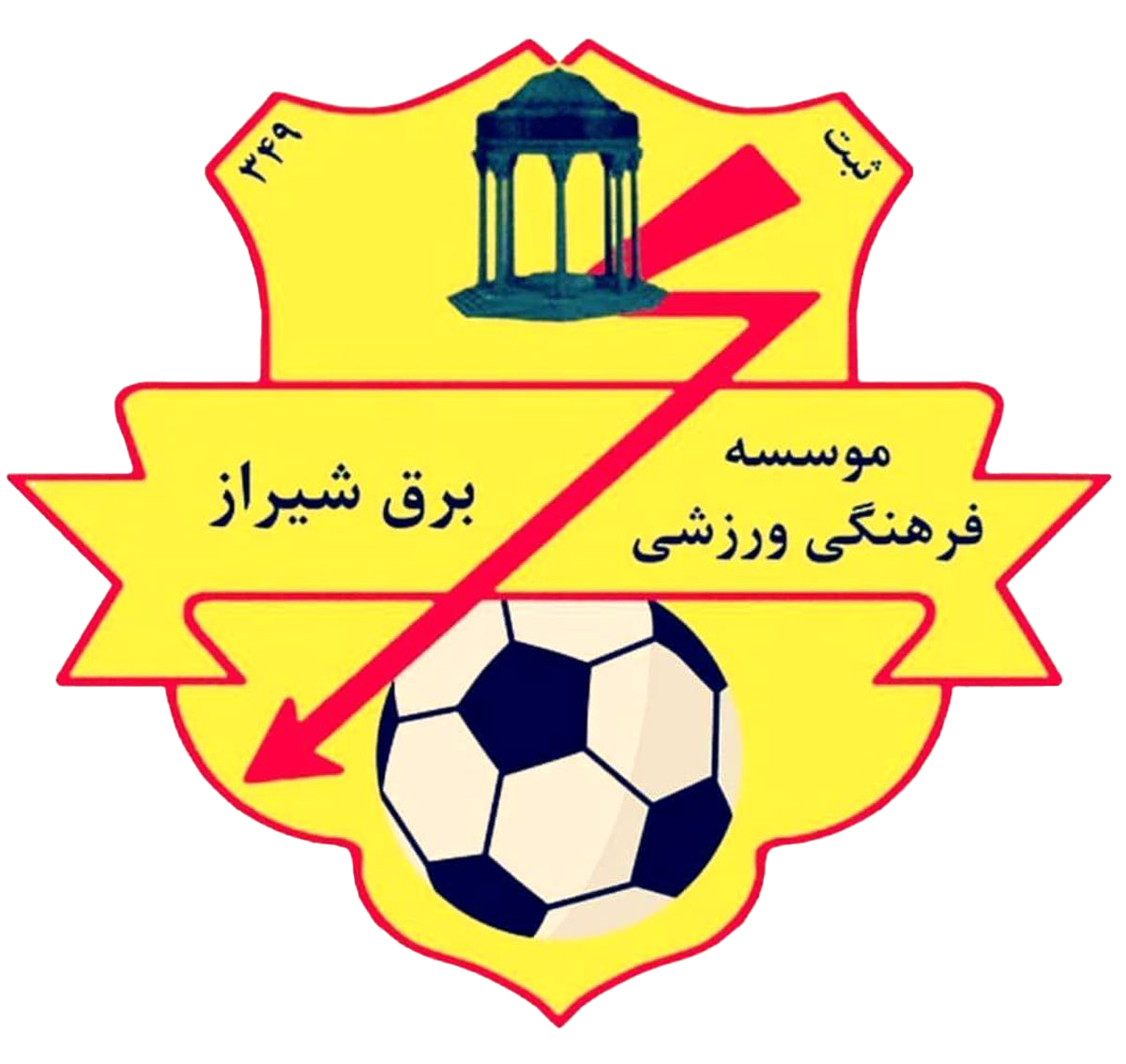
Escudo del Bargh Shiraz Football Club

El Bargh Shiraz Football Club (en persa: برق شيراز) es un club de fútbol de la ciudad de Shiraz (Irán). Fue fundado en 1946 y juega en la Primera División de Irán.

## Historia
El equipo fue fundado el 15 de mayo de 1946. El primer título del club fue la Copa Hazfi, conquistada en 1997.

### Temporadas
Temporadas del Bargh Shiraz desde 2001:
| Temporada | Liga | Copa             |
| --------- | ---- | ---------------- |
| 2001-2002 | 8º   | Octavos de final |
| 2002-2003 | 10º  |                  |
| 2003-2004 | 12º  | Octavos de final |
| 2004-2005 | 12º  |                  |
| 2005-2006 | 14º  | 1/16 de final    |
| 2006-2007 | 12º  | Octavos de final |
| 2007-2008 | 7º   | Semifinal        |
| 2008-2009 | 18º  |                  |

## Uniforme
- Uniforme titular: Camiseta, pantalón y medias naranjas.
- Uniforme alternativo: Camiseta, pantalón y medias blancas.

El patrocinador principal del equipo es la compañía eléctrica de la ciudad. Otro de sus patrocinadores es Samsung.

## Estadio
El Bargh Shiraz disputa sus encuentros en el Estadio Hafezieh. Fue inaugurado en 1945 y tiene capacidad para 20 000 personas. El equipo comparte estadio con otro club de la ciudad, el Moghavemat Sepasi FC.

## Jugadores

### Plantilla 2008/09
- Actualizada a 7 de diciembre de 2008

## Entrenadores
| - Ebrahim Abbasi - Bizhan Bidari - Karnik Mehrabian - Abbas Razavi - Khalil Salehi Karounian (1975–1976) - Hossein Hosseinzadeh - Mahmoud Yavari (1978) - Fereydoon Asgharzadeh (1995) - Gholam Hossein Peyrovani (1995) - Mahmoud Yavari (1996) - Khalil Salehi Karounian (1996) - Ibrahim Biogradlić (1996) - Hassan Habibi (1997) - Gholam Hossein Peyrovani (1998) - Mohammad Abbasi (1999) - Asghar Sharafi (2000–2001) - Ebrahim Ghasempour (2002) | - Mohammad Abbasi (2002–2003) - Mohammad Ahmadzadeh (2003–2004) - Abbas Simakani (2004) - Mahmoud Yavari (2004–2005) - Zlatko Ivanković (2005–06) - Bijan Zolfagharnasab (2006–2007) - Mahmoud Yavari (2007–2008) - Mohammad Abbassi (2008–2009) - Farshad Pious (2009) - Rasoul Korbekandi (2009) - Ali Kalantari (2009–2010) - Mehdi Dinvarzadeh (2010) - Alireza Emamifar (2010–2012) - Mehrdad Shekari (2012) - Asghar Sharafi (2012–2013) - Mohammad Abbassi (2013–2014) - Sattar Zare (2014 – ) |

## Palmarés
- 1 Copa Hazfi (1997)